# Histoire du protectionnisme
L'histoire du protectionnisme renvoie à l'évolution dans le monde des  politiques, et mesures protectionnistes des états à travers l'histoire face à l'évolution concurrente du libéralisme économique poussé par d'autres puissances. Les débats  entre les partisans du libre-échange et du protectionnisme s'appuie sur les théories économiques. Les choix des décideurs ne se basent pas sur une vérité "scientifique" établie mais sur l'opportunité dans un moment historique. 
Précédemment le mercantilisme préconisait déjà une politique volontariste de l'état dans la gestion du commerce extérieur, et a été appliqué avant les révolutions industrielles.
Une politique protectionniste peut protéger, en vue d'un rattrapage économique vis à vis des économies dominantes du commerce international, certains secteurs économiques comme les industries naissantes d'un pays.
Au vu de l'histoire des différents pays, le protectionnisme est une option de politique économique des nations ou d'entités suprationales au service de leurs stratégies de puissance et de leurs intérêts (il en est de même pour le libre-échange défendu par les puissances dominantes du moment).
Thomas Piketty relève que le protectionnisme « a joué  un rôle central non seulement dans la montée en puissance de l'Europe, mais également dans la quasi-totalité des expériences réussies de développement économiques dans l'histoire ». À la suite de l'Angleterre au cours du XVIIe siècle et XVIIIe siècle, des États-Unis dès leur indépendance, de la France et de l'Allemagne dès le XIXe siècle, c'est le cas du Japon, de la Corée du sud, de Taiwan, et de la Chine durant différentes périodes du XXe siècle.

## Le mercantilisme
Historiquement prédecesseur des politiques protectionnistes des industries, le mercantilisme, qui domine la pensée économique entre le XVIe siècle et la première moitié du XVIIIe siècle, préconise une politique volontariste de l'état dans la gestion du commerce extérieur, pour tenter de freiner les importations de produits, de soutien aux exportations de produit
Sous le règne de Henri IV, en 1598, Maximilien de Béthune, baron de Rosny dit "Sully", devient surintendant des Finances. Il  consolide les revenus de l’État et instaure une rigueur budgétaire sans précédent, ce qui rétablira les finances du royaume. Par l'intervention de l'état il, modernise des routes, supervise les fortifications, développe des arsenaux, il décide l’aménagement de canaux (commande du Canal de Briare), il développe le commerce pour faciliter les exportations et limite les importations,. Son conseiller Barthélemy de Laffemas réalise que la plupart des produits de luxe sont achetés à l'étranger, ce qui grève les finances du royaume de France. Il veut privilégier la production française et encourager les exportations. Il est nommé contrôleur général du Commerce du royaume en 1602. La manufacture des Gobelins est créée en avril 1601.
Au XVIIe siècle, on assiste à la création de grandes compagnies de commerce et/ou de grandes manufactures, c'est la politique économique mise en œuvre par Colbert en France.

## Stratégie de protection industries naissantes
En 1841, l'économiste allemand Friedrich List défend les bienfaits d'un « protectionnisme éducateur ». Le protectionnisme apparaît comme le moyen nécessaire pour protéger en particulier les activités ou industries naissantes. Il écrit : « les prêches britanniques en faveur du libre-échange faisaient penser à celui qui, parvenu au sommet d’un édifice, renvoie l’échelle à terre d’un coup de pied afin d’empêcher les autres de le rejoindre ». Selon lui, les entreprises nationales ne peuvent se développer si le marché est déjà occupé par les entreprises de pays étrangers économiquement plus avancés. Le « protectionnisme éducateur » a pour objectif de protéger à moyen terme le marché national afin de permettre à long terme un libre-échange qui ne soit pas à sens unique. Son but est l'« éducation industrielle » d'une nation. Sa théorie concerne donc particulièrement les pays en voie de développement.
Le libre-échange ne serait alors juste qu'entre pays de puissance économique comparable. Un pays, ayant une fois rattrapé le niveau des autres, pourra passer à un système de libre-échange qui reste l'objectif de long terme. Il soutient que « le protectionnisme est notre voie, le libre-échange est notre but ».
En effet, les industries dans l'enfance (industries naissantes) ne sont pas adaptées au marché international (accoutumance de la main-d’œuvre, niveau de production optimal, tarification optimale…). Pour cela, elles bénéficient d'un « temps d'adaptation » qui va leur permettre de développer leur compétitivité c’est-à-dire de passer d'un avantage comparatif potentiel à un avantage comparatif réel (au sens de David Ricardo). Les industries naissantes vont donc se protéger de la concurrence internationale afin de développer un système productif en corrélation avec le marché mondial compte tenu de la contrainte de prix et de production extérieure. Pour que la transition soit efficace plusieurs conditions doivent être réunies : le passage d'un avantage comparatif potentiel à un avantage comparatif réel doit être réalisé, la protection doit être temporaire et l'ouverture à la concurrence doit être réalisée au moment opportun c’est-à-dire quand l'entreprise devient compétitive (quand le prix des biens qu’elle fournit sont supérieurs à ses coûts de production, de sorte qu'elle réalise des bénéfices). Autrement dit, la compétitivité est acquise lorsque l'entreprise parvient à vendre ses produits au même titre que ses concurrents et avec une marge bénéficiaire suffisante. En isolant temporairement un pays du marché mondial, il donne le temps nécessaire à l'accumulation d'un capital industriel hautement productif. Ce point de vue est toujours d'actualité, Joseph Stiglitz développe une analyse similaire, mais concernant le capital humain : il faut du temps pour former des salariés à haut niveau de compétences.
Friedrich List estime que les pays de la zone tempérée sont spécialement propres au développement de l'industrie manufacturière. D'un autre côté, les pays de la zone torride ont un monopole naturel à la production de matières premières. C'est pourquoi il existe une division du travail spontanée et une coopération des forces productives entre ces deux groupes de pays. C'est une politique qui a été mise en œuvre par les Anglais notamment concernant les Indes.
La Grande-Bretagne est premier pays à utiliser une stratégie de protection de l'industrie naissante à grande échelle. Paul Bairoch remarque qu'avant les années 1840, « le protectionnisme est la règle, le libre-échangisme l'exception ». Ainsi, le décollage industriel de la Grande-Bretagne et de la France au début du XIXe siècle se fait sous l'auspice de fortes barrières douanières. La Prusse, elle, crée le Zollverein, une union douanière qui libéralise le commerce entre les principautés et États germaniques et mène une politique protectionniste envers le reste du monde.

## Protectionnisme initial des nations

### Royaume-Uni
Au XIVe siècle, Édouard III (1312-1377) avait pris des mesures interventionnistes telles que l'interdiction d'importer des draps de laine pour tenter de développer la fabrication locale de draps de laine. À partir de 1489, Henri VII a mis en œuvre des plans tels que l'augmentation des droits d'exportation sur la laine brute. Les monarques Tudor, en particulier Henri VIII et Elizabeth I, ont utilisé le protectionnisme, les subventions, la distribution des droits de monopole, l'espionnage industriel parrainé par le gouvernement et d'autres moyens d'intervention gouvernementale pour développer l'industrie de la laine au Royaume-Uni. Le Royaume-Uni est ensuite devenue la plus grande nation productrice de laine au monde.
Le protectionnisme atteint son apogée durant la période du Long Parliament (1640-1660). Cette politique est aussi appliquée durant les périodes Tudor et Stuart, avec notamment Robert Walpole comme principal partisan. Le contrôle du Roi sur l'économie domestique est tout d'abord moins important que dans le reste du continent, en raison de la tradition de la Common law, mais le pouvoir croissant du parlement le remplace, après les deux révolutions anglaises.

Le véritable tournant protectionniste de la politique économique britannique s’est produit en 1721. Des politiques de promotion des industries manufacturières ont été introduites à partir de cette date par Robert Walpole. Celles-ci comprenaient, par exemple, l'augmentation des droits de douane sur les produits manufacturés étrangers importés, les subventions à l'exportation, la réduction des droits de douane sur les matières premières importées utilisées pour les produits manufacturés et la suppression des droits d'exportation sur la plupart des produits manufacturés. Ainsi, le Royaume-Uni a été le premier pays à poursuivre une stratégie de développement de l'industrie naissante à grande échelle. Présentant sa politique, Walpole a déclaré: 

« Il est clair que rien ne contribue autant à la promotion du bien-être public que l'exportation de produits manufacturés et l'importation de matières premières étrangères. »

Les politiques protectionnistes de Walpole se sont poursuivies durant le siècle suivant, aidant les industries manufacturières britanniques à rattraper puis à devancer leurs homologues du continent. La Grande-Bretagne est restée un pays hautement protectionniste jusqu'au milieu du XIXe siècle. En 1820, le taux de droit moyen de le Royaume-Uni sur les importations de produits manufacturés était de 45 à 55 %. De plus, dans ses colonies, le Royaume-Uni a imposé une interdiction totale des activités de fabrication de pointe que le pays ne voulait pas voir se développer. Walpole a forcé les Américains à se spécialiser dans les produits à faible valeur ajoutée. Le Royaume-Uni a également interdit les exportations de ses colonies qui concurrençaient ses propres produits au pays et à l'étranger. Le pays a interdit les importations de textiles de coton en provenance d'Inde, qui à l'époque étaient supérieurs aux produits britanniques. Il interdit l'exportation de tissus de laine de ses colonies vers d'autres pays (loi sur la laine). Enfin, la Grande-Bretagne voulait s'assurer que les colons s'en tenaient à la production de matières premières et ne devenaient jamais un concurrent des fabricants britanniques. Des politiques ont été établies pour encourager la production de matières premières dans les colonies. Walpole accordait des subventions à l'exportation (côté américain) et supprimait les taxes à l'importation (côté britannique) sur les matières premières produites dans les colonies américaines. Les colonies ont ainsi été contraintes de laisser les industries les plus rentables entre les mains du Royaume-Uni.
Les monopoles contrôlés par l'État ne sont pas rares, notamment avant la première révolution anglaise. Mais leur existence fait l'objet de débats, car les auteurs anglais sont partagés sur la nécessité d'un contrôle de l'économie intérieure. L'exportation de certaines matières premières est proscrite et les Navigation Acts votées à partir de 1651 par le Parlement d'Angleterre pendant le mandat de Cromwell, réservent aux marins britanniques le monopole du commerce des colonies avec la métropole en excluant les navires étrangers des ports.
Dans la seconde partie du XVIIIe siècle, lorsque l'Angleterre étend ses colonies et les fait passer sous son contrôle, des règles y sont édictées les autorisant à produire seulement des matières premières et à faire du commerce uniquement avec l'Angleterre. Cela conduit à des tensions croissantes avec les habitants de ces colonies. Ces difficultés, comme l'épisode fameux de la Boston Tea Party, seront une des causes majeures de la guerre d'indépendance des États-Unis.
Au XVIIIe siècle, ces politiques contribuent à faire du Royaume-Uni le principal commerçant du monde et une puissance économique internationale. Elle s'appuie sur sa flotte de guerre, la Royal Navy, constituée progressivement grâce à la puissance fiscale de l'État, comme le montre Patrick O'Brien, lors de la révolution financière britannique. Sur le plan intérieur, la conversion des terres non cultivées en terres agricoles provoque un effet bénéfique durable. Pour maximiser le pouvoir d'une nation, les protectionnistes sont d'avis que toutes les terres et les ressources doivent être utilisées au maximum, ce qui conduit à lancer des projets de grands travaux majeurs comme le drainage de la région des Fens.
Suivant les consignes du premier ministre britannique, William Pitt le Jeune, fortement marqué par les idées d'Adam Smith, le traité Eden-Rayneval, accord de libre-échange, est signé entre la France et la Grande-Bretagne le 26 septembre 1786. Ce traité visant à réduire progressivement les droits de douane entre les deux pays est en ligne avec l'évolution de la pensée économique et les accords de paix signés précédemment, mettant aussi fin à la guerre économique.
Au début du XIXe siècle, le tarif moyen sur les produits manufacturés britanniques était d'environ 50%, le plus élevé de tous les grands pays européens. Malgré son avance technologique croissante sur les autres nations, le Royaume-Uni a poursuivi sa politique de promotion industrielle jusqu'au milieu du XIXe siècle, en maintenant des tarifs très élevés sur les produits manufacturés jusque dans les années 1820, deux générations après le début de la révolution industrielle. Ainsi, selon l'historien de l'économie Paul Bairoch, l'avancée technologique du Royaume-Uni s'est réalisée « derrière des barrières tarifaires élevées et durables ». En 1846, le taux d'industrialisation par habitant était plus du double de celui de ses concurrents les plus proches.
Le libre-échange au Royaume-Uni a commencé sérieusement avec l'abrogation des Corn Laws (la loi sur le blé) en 1846, obtenue les conservateurs (« Tories ») qui étaient majoritaires au Parlement britannique, par Richard Cobden et par l'Anti-Corn Law League. La loi Corn Laws protégeait les agriculteurs britanniques. Cette abrogation entraîna la ruine de l'agriculture britannique, la baisse violente des prix des denrées alimentaires, la baisse des salaires et l'enrichissement de la « City », mais aussi un sous-investissement dans la recherche et la modernisation de l'industrie (F. William Engdahl, Pétrole une guerre d'un siècle, Jean-Cyrille Godefroy, France, 2007, p. 17). D'après l'historien de l’économie Charles Kindleberger, l’abrogation en Grande-Bretagne des lois sur le blé était motivée par un « impérialisme libre-échangiste » destiné à « stopper les progrès de l’industrialisation du continent en y élargissant le marché des produits agricoles et des matières premières. C’est aussi l’argumentation soutenue à l’époque les principaux porte-parole de l’Anti-Corn Law League.
Les droits de douane sur de nombreux produits manufacturés ont également été supprimés. Les Actes de navigation sont abolis en 1849 lors de la victoire des libre-échangistes dans le débat public au Royaume-Uni. Mais tandis que le libre-échange progressait au Royaume-Uni, le protectionnisme se poursuivait sur le continent. Le Royaume-Uni a pratiqué le libre-échange unilatéralement dans le vain espoir que d'autres pays suivraient, mais les États-Unis sont sortis de la guerre civile encore plus explicitement protectionnistes qu'auparavant, l'Allemagne sous Bismarck a rejeté le libre-échange, et le reste de l'Europe a emboîté le pas.
Après les années 1870, l'économie britannique continuait de croître, mais elle restait inexorablement à la traîne des États-Unis et de l'Allemagne, qui restaient protectionnistes : de 1870 à 1913, la production industrielle a crû en moyenne de 4,7 % par an aux États-Unis, de 4,1 % en Allemagne et seulement 2,1 % en Grande-Bretagne. Ainsi, la Grande-Bretagne a finalement été dépassée économiquement par les États-Unis vers 1880. Le leadership britannique dans divers domaines tels que l'acier et le textile s'est érodé, puis le pays a pris du retard à mesure que de nouvelles industries, utilisant des technologies plus avancées, sont apparues après 1870 dans d'autres pays qui pratiquaient encore le protectionnisme.
Le Royaume-Uni a abandonné le libre-échange en 1932, reconnaissant qu'elle a perdu sa capacité de production au profit des États-Unis et de l'Allemagne, qui restaient protectionnistes. Le pays a réintroduit des tarifs à grande échelle, mais il était trop tard pour rétablir la position de la nation comme puissance économique dominante. En 1932, le niveau d'industrialisation des États-Unis était de 50 % supérieur à celui du Royaume-Uni.

### États-Unis

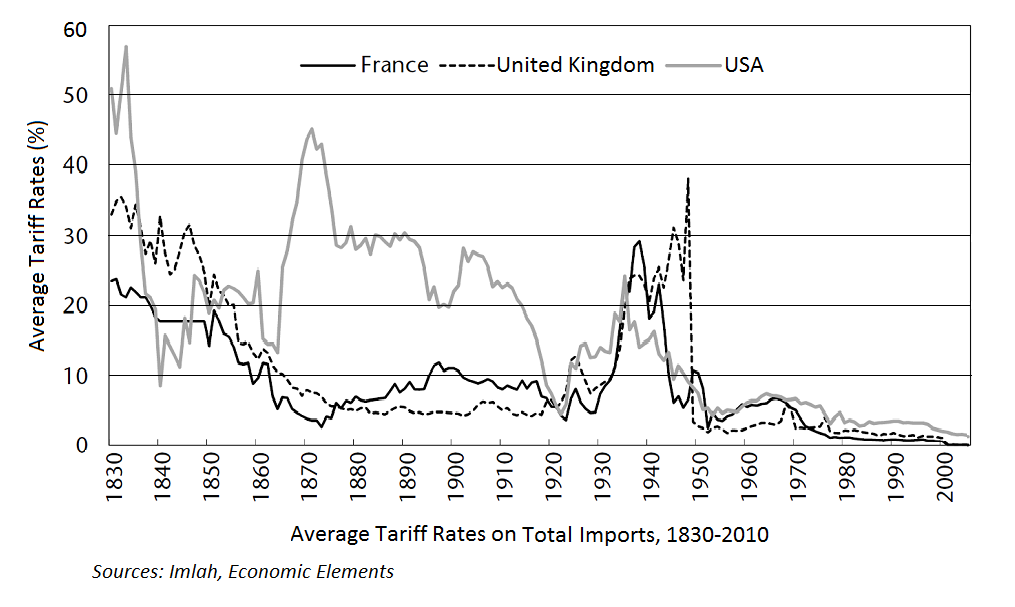
Droits de douane (France, UK, US))

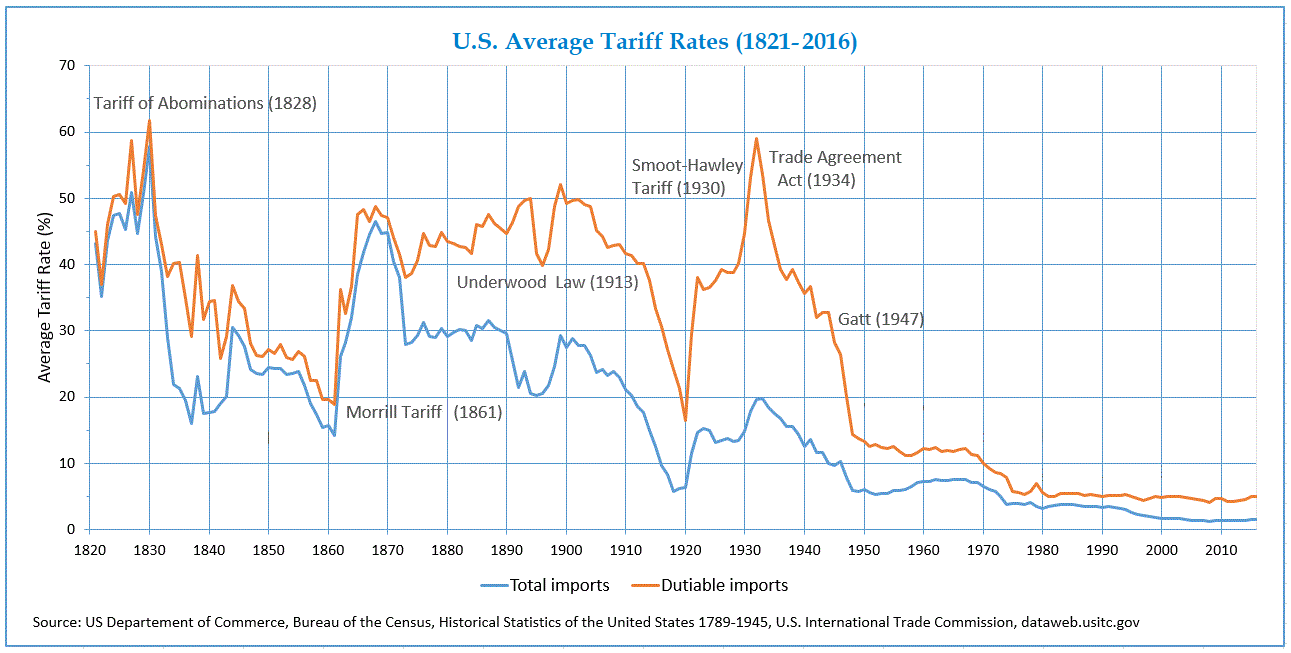
Taux moyens des droits de douane aux États-Unis (1821-2016)

Le Royaume-Uni a été le premier pays à recourir à une stratégie de promotion de l'industrie émergente à grande échelle. Cependant, son plus fervent partisan était les États-Unis; Paul Bairoch a appelé le pays « la mère patrie et le bastion du protectionnisme moderne ».
De nombreux intellectuels et politiciens américains ont estimé que la théorie du libre-échange préconisée par les économistes britanniques classiques n'était pas appropriée pour leur pays. Ils ont fait valoir que le pays devait développer son industrie manufacturière en utilisant la protection et les subventions du gouvernement comme le Royaume-Uni l'avait fait avant eux. Plusieurs grands économistes américains de l'époque, jusqu'au dernier quart du XIXe siècle, étaient de fervents partisans de la protection industrielle : Daniel Raymond qui a influencé Friedrich List, Mathew Carey et son fils Henry, qui était l'un des conseillers économiques de Lincoln.Henry Charles Carey promeut le protectionnisme dans les partis politiques américains. Le leader intellectuel de ce mouvement était Alexander Hamilton, premier secrétaire du Trésor des États-Unis (1789-1795). Les États-Unis ont donc rejeté la théorie de l'avantage comparatif de David Ricardo et ont protégé leur industrie. Le pays a mené une politique protectionniste du début du XIXe siècle jusqu’au milieu du XXe siècle, après la Seconde Guerre mondiale,.
Dans Report of Manufactures , considéré comme le premier texte à exprimer la théorie protectionniste moderne, Alexander Hamilton imagine un avenir industriel pour les États-Unis, pays alors rural. Selon lui, livrée à elle-même, l'industrie américaine ne serait pas en mesure de concurrencer sur son propre territoire l'industrie britannique, en raison de son manque d'expérience et de savoir-faire. Il soutenait que si un pays voulait développer une nouvelle activité sur son territoire, il devait la protéger. Selon lui, cette protection contre les producteurs étrangers pourrait prendre la forme de droits à l'importation ou, dans des cas exceptionnels, d'une interdiction d'importer. Il a préconisé des murs tarifaires pour permettre à l'industrie américaine de se développer ainsi que des primes ou (subventions) qui résulteraient en partie de ces tarifs. Il pensait également que les taux des produits de base devraient généralement être bas. Hamilton a déclaré qu'en dépit d'une « hausse des prix » initiale causée par les réglementations contrôlant la concurrence étrangère, une fois que « la production nationale a atteint la perfection... elle devient invariablement moins chère ». Dans ce rapport, Hamilton a proposé également des interdictions d'exportation sur les principales matières premières, des réductions tarifaires sur les intrants industriels, la tarification et le brevetage des inventions, la réglementation des normes de produits et le développement de l'infrastructure financière et des transports. Le Congrès des États-Unis adopta les droits de douane mais refusa d'accorder de subventions aux manufactures. Hamilton a façonné le modèle de la politique économique américaine jusqu'à la fin de la Seconde Guerre mondiale, et son programme a créé les conditions d'un développement industriel rapide.
Sous l'influence d'Hamilton, les droits à l'importation sont relevés en 1791, 1792, 1794, puis diminués, puis de nouveau relevés en 1797 et 1800. En 1801, les revenus des douanes s'élevaient à 10 751 000 dollars.
Alexander Hamilton et Daniel Raymond ont été parmi les premiers théoriciens à avancer l'argument de l'industrie naissante. Hamilton a été le premier à utiliser le terme « industries naissantes » et à l'amener au premier plan de la pensée économique. Il croyait que l'indépendance politique était basée sur l'indépendance économique. L'augmentation de l'offre intérieure de produits industriels, en particulier de matériel de guerre, était considérée comme une question de sécurité nationale. Et il craignait que la politique britannique envers les colonies ne condamne les États-Unis à un simple producteur de produits agricoles et de matières premières,.
Initialement, le Royaume-Uni ne souhaitait pas industrialiser les colonies américaines. Sous la domination britannique, l'Amérique n'était pas autorisée à imposer des droits de douane pour protéger ses nouvelles industries. Il était interdit d'exporter des produits concurrents des produits britanniques. Elle avait reçu des subventions pour produire des matières premières. La fabrication de produits de haute technologie a été interdite. Ainsi, la révolution américaine a été, en un sens, une guerre contre cette politique, dans laquelle l'élite commerciale coloniale s'est rebellée contre l'obligation de jouer un rôle mineur dans l'économie émergente de l'Atlantique. Cela explique pourquoi le Tariff Act de 1789 était la deuxième loi républicaine signée par le président George Washington après l'indépendance qui permettait au Congrès d'imposer un tarif unique de 5 % sur toutes les importations, à quelques exceptions près.
Entre 1792 et la guerre avec le Royaume-Uni en 1812, le taux moyen était resté autour de 12,5 %, ce qui était trop bas pour inciter les consommateurs à acheter des produits nationaux et soutenir ainsi les industries américaines émergentes. Lorsque la guerre anglo-américaine de 1812 a éclaté, tous les taux ont doublé pour atteindre une moyenne de 25 % pour tenir compte de l'augmentation des dépenses publiques. La guerre a ouvert la voie à de nouvelles industries en perturbant les importations de produits manufacturés du Royaume-Uni et du reste de l'Europe. Un changement majeur de politique s'est produit en 1816, lorsque les fabricants américains qui avaient bénéficié des tarifs ont fait pression pour les conserver. Une nouvelle loi a été introduite pour maintenir les tarifs aux mêmes niveaux Le taux moyen est passé à 35 % en 1816. Le public a accepté et en 1820, le taux moyen aux États-Unis était passé à 40 %.Entre 1816 et la fin de la Seconde Guerre mondiale, les États-Unis avaient l'un des tarifs d'importation moyens sur les produits manufacturés les plus élevés au monde.
Après le rattrapage des industries européennes par les États-Unis dans les années 1890, l'argument du Mckinley Tariff n'était plus de protéger les « industries naissantes », mais de maintenir les salaires des ouvriers, de soutenir la protection du secteur agricole et le principe de réciprocité . Au 19e siècle, des hommes d'État comme le sénateur Henry Clay firent adopter les thèmes de Hamilton au sein du Whig Party en tant que Système américain, qui consistait à protéger les industries et à développer les infrastructures en opposition explicite au « système britannique » de libre-échange.
La guerre civile américaine (1861-1865) a été en partie déclenchée par la question tarifaire. Les États agricoles du sud s'opposaient à toute forme de protection, tandis que les États industriels du nord voulaient maintenir la protection. Le tout jeune Parti républicain dirigé par Abraham Lincoln, qui se faisant appeler « Henry Clay's tarif Whig », s'opposait fermement au libre-échange. Au début de sa carrière politique, Lincoln était membre du parti protectionniste Whig et soutenait Henry Clay. En 1847, il déclarait : « Donnez-nous un tarif protecteur et nous aurons la plus grande nation au monde ». Pendant la guerre civile, Lincoln avait introduit un taux de 44% pour payer les subventions aux chemins de fer, l'effort de guerre et protéger l'industrie. Les tarifs sont restés à ce niveau après la guerre, de sorte que la victoire du Nord dans la guerre civile a permis aux États-Unis de rester l'un des plus grands utilisateurs de la protection tarifaire pour l'industrie.

Selon Alfred Eckes Jr

« de 1871 à 1913, le tarif d'importation américain moyen n'est jamais tombé en dessous de 38 % et le produit national brut a augmenté à un taux annuel de 4,3 %, soit le double de celui de la Grande-Bretagne qui pratiquait le libre-échange et bien plus que la moyenne américaine au XXe siècle. »

En 1896, l'administration républicaine s'est engagée à « renouveler et de souligner notre attachement à la politique de protection comme rempart de l'indépendance industrielle américaine et comme fondement du développement et de la prospérité. Cette véritable politique américaine taxe les produits étrangers et encourage l'industrie nationale. Il met le fardeau des revenus sur les produits étrangers; il sécurise le marché américain pour le producteur américain. Il maintient la norme salariale américaine pour le travailleur américain ».
En 1913, après la victoire électorale des démocrates de 1912, le tarif moyen sur les produits industriels a été réduit de 44 % à 25 %. Cependant, la Première Guerre mondiale a rendu cette loi inefficace et en 1922, après le retour au pouvoir des républicains en 1921, une nouvelle législation tarifaire « d'urgence » a été introduite.
Selon l'économiste Ha-Joon Chang, la période protectionniste correspondait ainsi à l'âge d'or de l'industrie américaine, lorsque les performances économiques des États-Unis dépassaient celles du reste du monde. Ils ont poursuivi une politique interventionniste et protectionniste pour promouvoir et protéger leurs industries par le biais de tarifs. Cela aurait permis aux États-Unis de connaître la croissance économique la plus rapide au monde au cours du XIXe siècle jusque dans les années 1920. Ce n'est qu'après la Seconde Guerre mondiale que les États-Unis ont libéralisé leur commerce extérieur.

### Allemagne
Le Zollverein a permis le rattrapage industriel allemand.
Au milieu du XIXe siècle, l’Angleterre dispose d'une supériorité industrielle et commerciale certaine. La Prusse s'allie avec plusieurs autres États germaniques afin de créer la Zollverein, une zone de libre échange qui se veut pangermanique, afin de stimuler la croissance et l'innovation de cette zone économique. Elle est toutefois protectionniste envers le reste du monde, en accord avec la théorie du protectionnisme éducateur de Friedrich List.
Le Deutscher Zollverein (« union douanière allemande ») est créé le 22 mars 1833, et entre en fonction le 1er janvier 1834. Dominée par le royaume de Prusse, cette union permet le démantèlement de la multiplicité des unions douanières protectionnistes de la Prusse-Hesse (de), du territoire sud-allemande (de), mais aussi de l'union commerciale de l'Allemagne centrale (de). Les membres fondateurs sont, outre la Prusse : le landgraviat de Hesse-Cassel, le royaume de Bavière, le royaume de Wurtemberg, le royaume de Saxe et l'ensemble des États constituant la Thuringe. Jusqu'en 1836, les États du grand-duché de Bade, le duché de Nassau et Francfort-sur-le-Main rejoignent l'union. En 1842, le Luxembourg, le duché de Brunswick et la Principauté de Lippe la rejoignent à leur tour, suivis en 1854 par le royaume de Hanovre et le grand-duché d'Oldenbourg. L'union recouvre donc à la veille de la fondation de la confédération de l'Allemagne du Nord (1867) un territoire d'environ 425 000 km2.
Les buts du Zollverein sont la création d'un marché intérieur unique et l'harmonisation des règles fiscales et économiques. Au niveau politique, elle place la Prusse au centre de l'échiquier allemand et conduit à l'adoption de la solution petite-allemande lors de l'unification allemande. Après la fondation de l'Empire allemand en 1871, les fonctions de l'union lui sont transférées. Bien que n'appartenant pas au nouvel État, le grand-duché de Luxembourg, réduit depuis 1839 à sa superficie actuelle, fait partie de l'espace douanier allemand de 1842 au lendemain de la Première Guerre mondiale. L'Alsace-Lorraine annexée se retrouva également dans le Zollverein de 1871 à 1918.
L'Allemagne unifiée, succédant à la Zollverein en 1870, est le premier grand pays européen à modifier sensiblement sa politique douanière en adoptant le nouveau droit de douane de juillet 1879. Ce nouveau droit de douane allemand signifia l'achèvement de la période de libre échange sur le continent.
A l'aide de sa politique protectionniste et à la veille de la Première Guerre mondiale, l’Allemagne est devenue la première puissance industrielle européenne et la seconde au niveau mondial.
Parallèlement, la flotte marchande allemande devient la deuxième du monde, derrière celle de la Grande-Bretagne ; sa marine de guerre compte 40 bâtiments (contre 64 pour la Grande-Bretagne et 28 pour la France)
A la veille de la guerre, la part de l'Allemagne dans la production industrielle mondiale s'élève à 16 %, celle de la Grande-Bretagne à 14 %, et celle de la France 6 % (la part des Etats-Unis s'élève à 32 %). Si la part de la Grande-Bretagne dans le commerce mondial est toujours la première (avec 16 % du total), la deuxième revient à l'Allemagne (12 %), devant les Etats-Unis (11 %) et la France (7 %).

### France
En France l'État va même organiser la production nationale avec les manufactures de Colbert.

Pour Jean-Baptiste Colbert,

« Les compagnies de commerce sont les armées du roi, et les manufactures sont ses réserves. »

L’objectif de ses « armées » est de repousser les « armées » étrangères. Ainsi pour souligner cette haine du commerce étranger, Antoine de Montchrestien déclare :« Les marchands étrangers sont comme des pompes qui tirent hors du royaume […] la pure substance de nos peuples […] ; ce sont des sangsues qui s’attachent à ce grand corps de la France, tirent son meilleur sang et s’en gorgent. »
Mettant fin à la Révolution française, rétablissant l'esclavage puis une économie mercantiliste fondée sur les privilèges et les monopoles, Napoléon Bonaparte, jusqu'en 1815, renoue progressivement avec les orientations de l'Ancien Régime d'avant les tentatives de libéralisation. La période de 1814 et 1851 connaît une alternance de politiques protectionnistes et d'ouvertures des échanges en fonction des changements de régimes et des révolutions.
Selon l'économiste Yves Perez, « la France a été protectionniste pendant environ un siècle (1873-1973) ». Avec la loi Méline en 1892, la France opte pour un développement en «économie protégée». « le protectionnisme a coïncidé parfois avec des phases de forte croissance, comme entre 1896 et 1914 ou entre 1919 et 1929. ».

## Développement d'arguments anti-protectionnistes (XVIIIe–XIXesiècles)
Dans son maître-ouvrage, Recherches sur la nature et les causes de la richesse des nations (1776), Adam Smith justifie le libre-échange, en développant l'idée que, contrairement à ce qu'affirmaient les mercantilistes, le commerce est synonyme de paix et d'enrichissement mutuel. Toutefois, Smith n'est pas contre l'idée d'instaurer des droits de douane, pour deux cas bien spécifiques : en cas de présence d'industries stratégiques pour la défense nationale et en réaction à des taxations opérées par des pays sur les exportations nationales. Le protectionnisme est donc selon Smith une mesure exceptionnelle, mais qui, en règle générale, nuit au bon fonctionnement de l'économie.
Les libéraux ont beaucoup critiqué les théories protectionnistes. Selon eux, le protectionnisme est une imposture intellectuelle qui ne sert qu'à favoriser des groupes d'intérêt aux dépens du plus grand nombre et du bien public. Lire par exemple les Sophismes économiques de Frédéric Bastiat (1845), dont le septième, la Pétition des fabricants de chandelles.
La protection des industries sera critiquée par Karl Marx dans son Discours sur le libre-échange. D'après lui, les manufactures développent au suprême degré les forces morales de la nation. Elles permettent l'exploitation de toutes les ressources naturelles d'un pays : eau, vent, minéraux et combustibles. De plus, elles donnent une forte impulsion à l'agriculture, provoquant la hausse de la rente foncière, des profits et des salaires agricoles. Enfin les manufactures constituent un marché constant pour l'agriculture, que ne peuvent empêcher la guerre ni les prohibitions. Ainsi, la protection de l'industrie profite indirectement à l'agriculture. Cependant un renchérissement des produits bruts nuirait à l'industrie, c'est pourquoi il rejette l'idée d'une protection sur l'agriculture. Autrement dit, l'augmentation de la rente et des salaires exprimés en grains fait que la part de ces derniers augmente dans le revenu national. En revanche, la part du profit de l'industrie, quant à lui, diminue. Ce mécanisme est défavorable à la croissance économique. On note encore ici son accord avec David Ricardo et avec tous les autres, qu'il appelle les classiques qui sont pessimistes quant à l'avenir du système capitaliste.
Dans son « Discours sur la question du libre-échange » prononcé en janvier 1848, Karl Marx prend position pour l’abolition des lois sur les céréales. Ici, le co-auteur du Manifeste du parti communiste, rédigé avec son ami Friedrich Engels, rejoint David Ricardo qui a milité durant toute sa vie en faveur de l'annulation de ces lois et de l'ouverture des frontières britanniques au commerce extérieur. Cet espoir a été réalisé à partir de 1846, mais à titre posthume.

## Protectionnisme puis commerce mondialisé (XXe siècle)

### Le protectionnisme dans l'entre-deux-guerres
La Première Guerre mondiale laisse les pays européens exsangues. Dans un contexte économique très difficile, où le chômage frappe 17 % de la population active, le Parlement britannique vote en 1921 le Safeguarding of Industries Act, qui fixe à 33 % les droits de douane sur de nombreux produits manufacturés menacés par la concurrence étrangère.
Les Roaring Twenties laissent place, en 1929, à la Grande Dépression, à la suite du krach boursier de 1929. Le protectionnisme développe alors : en 1930, la loi Hawley-Smoot est votée par le Congrès des États-Unis, et fixe un droit moyen de 40 % sur tous les produits importés. En Europe, plusieurs pays mettent également en place un protectionnisme agricole afin de sauvegarder leur secteur agraire. Les résultats sont mitigés : si la production agricole européenne croît même après la crise de 1929 (12 % entre 1925 et 1938), elle recule en Amérique du Nord (−3 %), ainsi qu'en URSS.
La question de la responsabilité du protectionnisme comme une des causes majeure de la Grande Dépression fait encore débat aujourd'hui (voir Causes de la Grande Dépression). Nicolas Baverez soutient par exemple que la loi Howley-Smoot, qui fait passer les droits de douane de 38 à 59 % en moyenne sur plus de 20 000 produits, a été « une magistrale erreur » qui a amplifié la crise ; il se montre également critique envers les dévaluations compétitives. Cela est toutefois débattu : Paul Krugman, comme Milton Friedman, soutiennent que la loi Hawley-Smoot appliquée en 1930 n'a eu qu'un effet mineur sur la chute du commerce international après la crise.
A cette époque, John Maynard Keynes publie (juin 1933) un article appelé « L'auto-suffisance nationale », où il soutient que le libre-échange dérégulé a été une erreur et a fait chuter la production des pays qui étaient impliqués dans ce libre-échange. Il affirme ainsi que « l'époque de l'internationalisme économique n'a pas été une grande réussite en ce qui consiste à éviter la guerre ». Cela conduit Keynes à modifier ses positions sur le libre-échange et le protectionnisme. Keynes défend alors l'idée de produire sur le sol national quand cela est possible et raisonnable. Toutefois, il se méfie toujours de ceux qui prônent un changement radical de doctrine économique, comme le souhaitait l'aile gauche du parti travailliste.
Il souligne alors que les excédents entraînent une faiblesse de la demande globale — les pays qui produisent des excédents exercent une « externalité négative » sur les partenaires commerciaux. Ainsi, les pays qui accumulent des excédents sont une menace pour l'économie mondiale car ils dépriment l'activité des pays auxquels ils vendent. Keynes va jusqu'à proposer une taxe sur les pays excédentaires ; lors de la conférence de Bretton Woods, il défend le principe de la création d'une chambre de compensation mondiale qui oblige les pays trop excédentaires à acheter des biens de pays fortement déficitaires.
Certains économistes prétendent que ces mesures protectionnistes, participèrent à la montée du fascisme et du nazisme et auraient conduit à la Seconde Guerre mondiale.

### Expansion du libre échange après la Seconde Guerre mondiale
L'après Seconde Guerre mondiale est marquée par un recul du protectionnisme dans le monde. En 1947, est signé l'accord général sur les tarifs douaniers et le commerce (GATT), qui vise à réduire progressivement les droits de douane de manière mutuelle. Cet accord est adopté par un nombre croissant de pays.
L'Union Européenne fait figure de laboratoire du libre-échange entre les pays qui la constitue. Le marché commun naît avec le traité de Rome (1957), qui constitue la base de la Communauté économique européenne (CEE). Il repose sur l'union douanière, qui permet la libre circulation des produits dans la CEE. L'Union douanière est achevée le 1er juillet 1968 avec un recul important des droits de douane entre pays européens. En 1993, le marché intérieur est réalisé autour des « quatre libertés » : libre circulation des biens, des personnes, des services et des capitaux. Ces mesures sont libérales à l'intérieur de la communauté européenne.
La mise en place progressive de l'Union européenne correspond à une forme de protectionnisme à l'égard du reste du monde, dans certains domaines. Les mesures concernant la Politique agricole commune (PAC), entrée en vigueur le 30 juillet 1962, en fournissent un exemple : les subventions accordées aux agriculteurs de la communauté sous forme d'avances de fonds permettent à ces derniers de faire face aux concurrents agricoles étrangers.
Les années 1990 voient un nouveau recul des droits de douane à l'entrée sur les produits importés, sous l'égide de l'Organisation mondiale du commerce (OMC). Cette organisation fait suite au GATT. Toutefois, le protectionnisme demeure sous diverses formes, comme les manipulations des taux de change, qui consistent à baisser la valeur de la monnaie nationale par rapport aux monnaies étrangères, ou encore les subventions à la production, le non-respect de la propriété intellectuelle, etc.

## Pratiques selon les unions politiques ou les pays

### Union européenne
L'Europe économique issue des traités successifs depuis la création de la Communauté économique européenne à Rome en 1957 a permis de faire aujourd'hui de la zone des 27(depuis le départ du Royaume-Uni, Brexit) un espace économiquement unifié, très intégré, reposant sur une libre circulation des capitaux, des biens, des services et des personnes.
Forte de ses 500 millions de consommateurs, l'UE dispose d'une force de négociation considérable pour faire prévaloir les normes qu'elle aura définies pour les domaines marchands — sanitaires, environnementaux, sociaux, culturels— comme condition d'accès à son marché entre le laisser faire et le protectionnisme.
Le constat de la désindustrialisation, de la course des multinationales vers le moins-disant social et environnemental, de la persistance et de l'aggravation des déséquilibres macro-économiques internationaux ont remis le « protectionnisme » dans le débat politique en France à l'occasion de la campagne présidentielle de 2012. Il est souvent promu dans un cadre européen et de façon raisonnée pour un protectionnisme européen écologique et social.
Les relations économiques entre l'Union européenne et les États-Unis ont fait l'objet d'un rapport d'information à l'Assemblée nationale en France en 1999. Il souligne les directions qui devraient orienter les politiques suivies: son modèle social, une stratégie industrielle élargie aux secteurs de pointe, ainsi qu'une politique commerciale fondée sur le principe de réciprocité.
Les traités de l'Union européenne stipulent que les appels d'offres gouvernementaux sont ouverts à toutes les entreprises, sans discrimination concernant la nationalité de ces entreprises. Mais il n'y a pas toujours réciprocité : ce type de règle de l'OMC concernant l’accord sur l'ouverture et la transparence des marchés publics n’était en 2016 signé que par les vingt-huit membres de l’UE et dix-huit autres pays.
Selon l'ancien député Bernard Carayon, qui a lancé la politique publique d'intelligence économique en France en 2005, l'Union européenne ne pratique presque pas le protectionnisme en matière de marchés publics : « pour ce type de marchés (1 000 milliards d'euros par an), le taux d'ouverture européen est de 90 %, alors qu'il n'est que de 32 % aux États-Unis, de 28 % au Japon ».
Les grandes puissances mettent en œuvre des protections économiques. L’Europe ne dispose pas des mêmes outils comme un supposé « Buy European Act », conditions de localisation d'une partie des contrats issus des appels d'offres, comité de contrôle des investissements extra européen concernant les acteurs stratégiques, souverains et les jeunes pousses technologiques, etc.. Les défenseurs de ce projet mettent en avant le taux d'ouverture de 12 % de la zone régionale (88 % du commerce européen se fait avec un membre de l’Union), taux assez faible pour permettre des politiques économiques communes ainsi que des tarifs extérieurs plus protecteurs pour les secteurs en difficultés (délocalisations).
En 2017, selon un avis de la Cour européenne de justice, la Commission européenne ne dispose pas d'une « compétence exclusive » dans la conclusion des accords commerciaux de nouvelle génération. L'Europe reconnaît aux organes représentatifs des peuples et exécutifs des États d’avoir un droit de veto, par exemple sur les accords de libre-échange entre l’UE et un pays tiers. Négociés par la Commission, ils devront, pour entrer en application, être validés non seulement par le Conseil européen (les gouvernants européens) et le Parlement européen, mais aussi par les Parlements des États membres. Si la Commission n'a pas de compétence exclusive concernant par exemple le régime de règlement des différends entre investisseurs et États, la Cour européenne de justice confirme les compétences exclusives de la Commission sur certains points comme les accès privilégiés aux marchés publics européens.
Relativisant le point de droit précédent, l'Accord de libre-échange entre le Japon et l'Union européenne exclut la question de la protection des investissements et des règlements des conflits, ce qui permet de ne pas induire une ratification par chaque parlement des pays européens.
La politique agricole commune a longtemps consisté en versement de subventions agricoles. Cette politique a favorisé l'agriculture intensive, ce qui a eu des conséquences dommageables sur le plan du développement durable.
La protection de l'espace économique européen est défendue par plusieurs auteurs, dont Emmanuel Todd (qui a depuis abandonné l'idée et penche désormais pour un protectionnisme au niveau national). Il en résulterait une réindustrialisation, et une baisse du chômage. Cette dernière serait alors à l'origine d'une hausse des salaires par le jeu de l'offre et de la demande.
Si l'Europe voulait effectuer « une nouvelle révolution industrielle », une « transition verte » pour protéger le climat, cela exigerait « des investissements de long terme pharaoniques ». Et l'économiste Gaël Giraud estime que « la pression de la concurrence internationale rend difficilement envisageables de tels investissements ». Il propose de rétablir des protections douanières « par étapes ».
À la suite de la crise du Covid-19, la commission européenne d’Ursula von der Leyen (en fonction à partir du 1er décembre 2019) incite en 2020 les États membres à défendre leur sécurité et leur souveraineté économiques. L’Allemagne, l’Italie et l’Espagne adoptent des mesures de protection de leurs entreprises. Le Royaume-Uni prépare un projet de loi en ce sens. La France en dispose déjà : elle s'est donné un droit de contrôle sur les investissements étrangers lorsque ceux-ci représentent une acquisition importante des parts d'une entreprise française.

#### France
L'État français dispose d'un droit de regard, et peut refuser des prises de participation dans certaines entreprises risquant de faire basculer le contrôle et les décisions vers des investisseurs étrangers. Il porte sur les secteurs jugés « stratégiques », qui n'ont cessé de s'étendre depuis 2005, puis par le « décret Montebourg » de 2014, complété depuis cette date, pris peu après le rachat d'Alstom Énergie par l'américain General Electric, les domaines concernés sont la défense, les technologies de l'information, l'énergie, les télécommunications, l'agroalimentaire, l'aérospatial, les transports, l'eau, le médical,.
La France n'est pas un pays protectionniste. Si, selon un sondage Ifop de 2011, 65 % des Français sont pour un système plus avancé du protectionnisme national, la France est devenue depuis 2016 l'un des pays les plus attractifs du monde. Au premier semestre 2019, il se classait au troisième rang pour l'accueil des investissements directs étranger (surtout par le biais des rachats d’entreprises), derrière les États-Unis et la Chine, soulignait l'Organisation de coopération et de développement économiques (OCDE), à la fin 2019.
Selon Mathieu Plane, économiste à l'OFCE « l'essentiel des échanges commerciaux des pays membres se font au sein de l'Union européenne… La Chine ne représente que 8 % des importations françaises. De fait, les principaux concurrents et partenaires de la France, ce sont les autres pays de l'UE, qui représentent environ 60 % de nos échanges commerciaux – Allemagne en tête, avec 17 % ». La France comme les autres pays d'Europe n'ont pas intérêt à prendre des mesures protectionnistes contre la Chine dans les secteurs à faible valeur ajoutée.

### États-Unis

#### Marchés publics

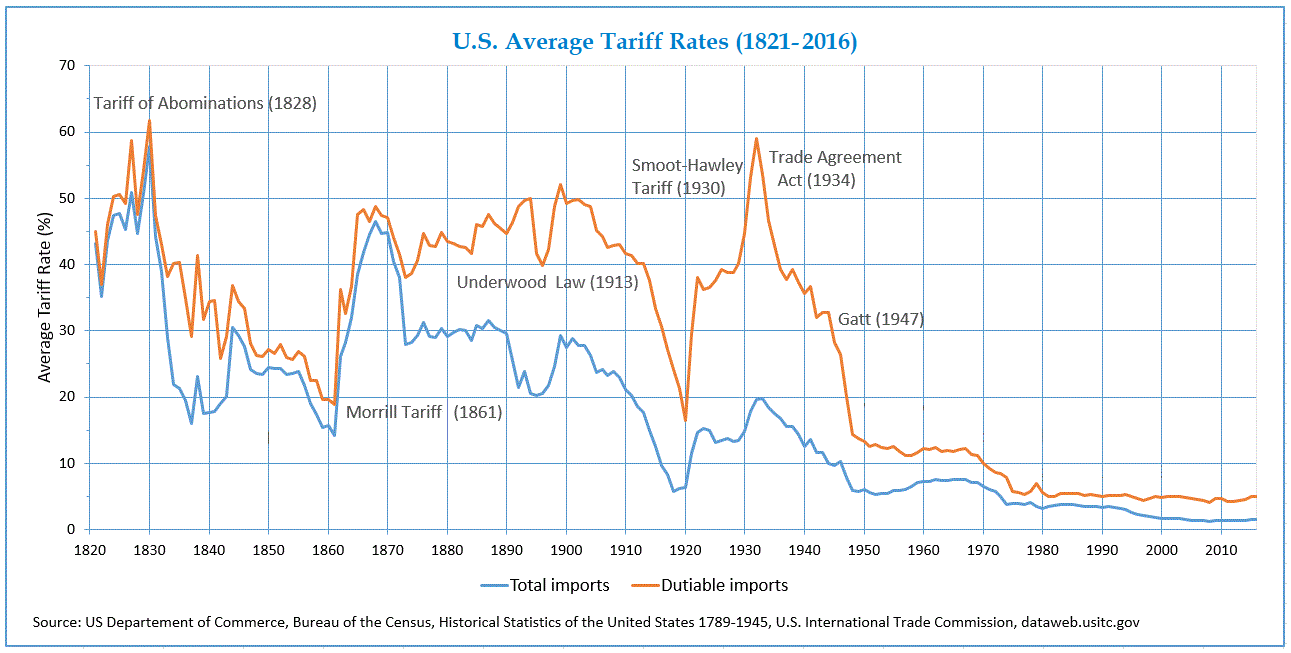
Taux de droits de douane moyens aux États-Unis (1821-2016)

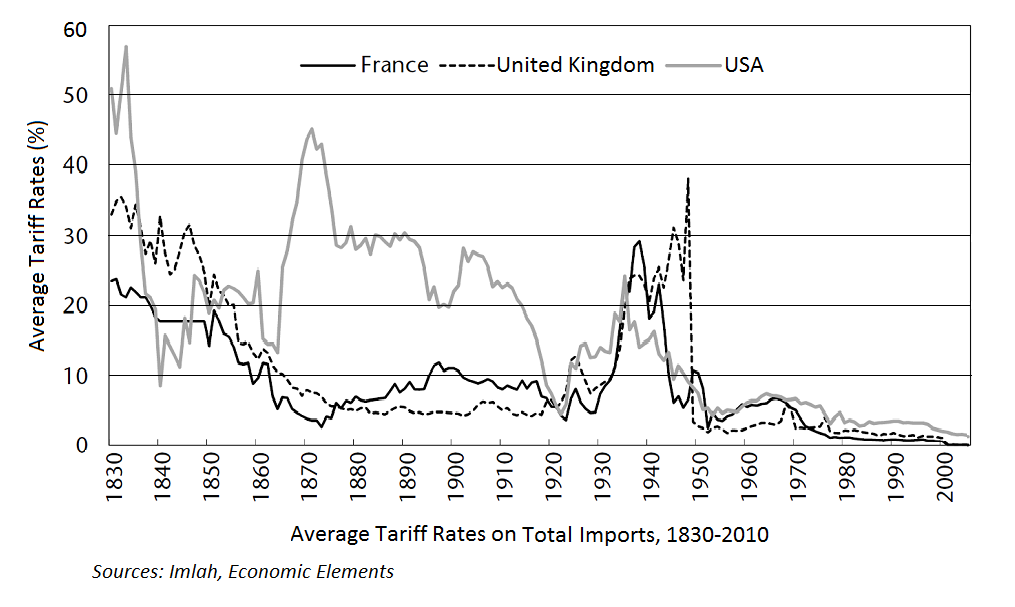
Droits de douane (France, UK, US)

Depuis les années 1930, les États-Unis adoptent une politique systématique consistant à interdire dans les marchés publics les produits qui ne sont pas fabriqués aux États-Unis. Il existe aussi des subventions. Les lois sont :
- Jones Act de 1920 ;
- Buy American Act de 1933 ; Lee . Il oblige l’État fédéral à acheter des produits fabriqués aux États-Unis (Il a été élargi en 1982 aux autorités chargés des autoroutes et du transport) ;
- Small Business Act de 1953 pour les petites entreprises ;
- Defense Federal Acquisition Regulations Supplement (DFARS) ;
- exceptions sécurité nationale (ALENA, chapitre 10, partie D, article 1018) ;
- amendement Berry (textiles, denrées alimentaires et vêtements non américains) ;
- amendement Byrnes-Tollefson (bateaux non américains) ;
- Buy American - transports en commun (subventions de la Federal Transit Administration) ;
- Buy American - construction routière (subventions de la Federal Highway Administration) ;
- Buy American - aéroports (subventions de la Federal Aviation Administration) ;
- Buy American provision dans le cadre du plan de relance de 2009.

Voir : Passation des marchés de l'administration américaine : aide-mémoire des liens relatifs aux obstacles les plus fréquents
Les États-Unis ont renégocié l’accord de libre-échange nord-américain pour aller dans le sens des revendications des syndicats américains d'une hausse des salaires dans le secteur au Mexique et du maintien d’emplois aux États-Unis: désormais 40 à 45 % de la valeur ajoutée des produits automobiles doivent provenir d’usines où les travailleurs gagnent au moins 16$ par heure et 75% doivent être produits sur le continent nord américain.

#### Advocacy policy
Depuis la fin des années 1980, les États-Unis ont élargi cette politique à des actions plus offensives de soutien cohérent des entreprises américaines à l'exportation. Cette politique est appelée « advocacy policy ». Elle s'appuie sur une organisation spécialisée, l'« advocacy center », et sur l'utilisation de techniques informatiques sophistiquées, en Network Centric (réseau centré).

#### Mesures de rétorsion
La section 301 de la loi américaine générale de 1988 sur le commerce et la compétitivité permet à l'Administration américaine de prendre dans des délais très brefs toute mesure de rétorsion à l'égard des partenaires commerciaux dont les pratiques seraient jugées déloyales.
En 2000, le président George W. Bush met en place des mesures protectionnistes sur les importations d'acier pour satisfaire les demandes des grandes entreprises du secteur dont la productivité était insuffisante. Les effets a posteriori semblent avoir été négatifs puisque, si les mesures ont sauvé 3 500 emplois, elles en ont détruit entre 12 000 et 43 000 chez les entreprises qui consomment de l'acier.
En 2019, Donald Trump fait passer de 10 % à 25 % les droits de douane supplémentaires sur environ 5 700 produits représentant 200 milliards de dollars (178 milliards d’euros) de biens chinois importés. Une procédure d’augmentation des droits douaniers sur la quasi-totalité des produits chinois devait par ailleurs être lancée. Une décision prise par Donald Trump pour maintenir la pression sur la Chine dans le cadre d'une guerre commerciale qui semble bien engagée entre les États-Unis et la Chine.

### Chine
En 2010, en Chine, le protectionnisme gagne du terrain. Le premier ministre, Wen Jiabao, sans s'afficher protectionniste, fait passer le message de n'acheter de préférence que des produits fabriqués en Chine. Les produits bas de gamme ne sont pas les seuls concernés : il faut y ajouter les trains à grande vitesse, les technologies vertes, les nouvelles technologie fruits de la montée en gamme de l'économie chinoise. La Chine engrange un excédent commercial de plus de 20 milliards de dollars pour le troisième mois d'affilée.
Les marchés publics chinois ont toujours été fermés aux étrangers, sauf quand il s'agit d'obtenir des hautes technologies. Pékin n'a pas signé l'accord de l'Organisation mondiale du commerce (OMC) portant sur les appels d'offres gouvernementaux. Ainsi, en 2009, dans le cadre du plan de relance du gouvernement chinois, les travaux portant sur les infrastructures du pays peuvent être réservés aux entreprises chinoises.
Au cours de l'année 2018, l’excédent commercial chinois n’a fait que continuer à battre des records. Xi Jinping a promis une nouvelle fois d’ouvrir davantage le marché chinois aux importations.
La Chine poursuit sa conquête des marchés extérieurs mais elle privilégie plus encore son marché intérieur. Elle a identifié les filières stratégiques dont elle veut contrôler les chaînes de valeur et les technologies dont elle veut s’assurer une maîtrise complète.
En 2010, Paul Krugman écrit que la Chine poursuit une politique mercantiliste et prédatrice, c'est-à-dire qu'elle maintient sa monnaie sous-évaluée pour accumuler des excédents commerciaux en utilisant le contrôle des flux de capitaux. Le gouvernement chinois vend du renminbi et achète des devises étrangères afin de maintenir le renminbi à un bas niveau, ce qui donne au secteur manufacturier chinois un avantage de coût sur ses concurrents. Les excédents de la Chine drainent la demande américaine et ralentissent la reprise économique dans d'autres pays avec lesquels la Chine fait du commerce. Paul Krugman admet que les déficits commerciaux appauvrissent les États-Unis et représentent une menace. Il écrit : « C'est la politique de change la plus faussée qu'une grande nation ait jamais suivie ». Il note que le renmenbi sous-évalué équivaut à imposer des droits de douane élevés ou à accorder des subventions à l'exportation. Une monnaie moins chère améliore l'emploi et la compétitivité parce qu'elle rend les importations plus chères tout en rendant les produits nationaux plus attractifs. Il s'attend à ce que les excédents chinois détruisent 1,4 million d'emplois américains de 2010 à 2011. Par conséquent, il demande un taux général de 25% sur les produits chinois. Il pense donc que les droits de douane et les restrictions commerciales peuvent réellement réduire le déficit commercial global,,.
Paul Krugman ajoute, « nous vivons actuellement dans un monde où le mercantilisme fonctionne ». Il ne s'agit donc pas d'un système gagnant-gagnant qui enrichit les deux parties à l'accord, mais plutôt d'un système où certains pays s'enrichissent aux dépens d'autres. Il écrit : « Ce que fait la Chine, c'est une politique commerciale sérieusement prédatrice, le genre de choses qu'on est censé empêcher par la menace de sanctions »... « Je dis qu'il faut affronter le problème de front ». Il a expliqué que dans un conflit commercial, avec une économie mondiale déprimée, ce sont les pays excédentaires qui ont beaucoup à perdre, alors que les pays déficitaires pourraient gagner, même s'il y a des mesures de représailles et des perturbations économiques. « Les victimes de ce mercantilisme ont peu à perdre d'une confrontation commerciale ». Il soutient que le protectionnisme n'est pas une mauvaise chose lorsque le chômage est élevé ou lorsque la situation économique n'est pas bonne. Il cite Paul Samuelson : « Avec un emploi moins que plein... tous les arguments mercantilistes déboulonnés s'avèrent valables ». En outre, il soutient le protectionnisme d'autres pays à l'égard de la Chine : « D'autres pays prennent des mesures (modestes) protectionnistes précisément parce que la Chine refuse de laisser sa monnaie augmenter. Et d'autres mesures de ce type sont tout à fait appropriées »,,,
,,.
En 2019, une « guerre commerciale » se confirme. À la suite des décisions du président américain de taxer des produits chinois importés, la Chine annonce une augmentation de ses droits de douane sur des produits américains représentant 60 milliards de dollars d’importations annuelles. Les droits douaniers seront relevés à 10 %, 20 %, voire jusqu’à 25 % sur un ensemble de marchandises américaines déjà taxées, annonce le Bureau de la commission tarifaire du gouvernement chinois.

### Japon
Après la Seconde Guerre mondiale, la forte croissance du Japon, les progrès dans les chaînes de valeurs, et les percées technologiques sont principalement attribués à la présence initiale d'un capital humain important, à la coopération entre l'État (MITI puis METI) et les entreprises qui sont protégées avant de devenir compétitives.
La croissance est permise par un contrôle de capitaux. Le gouvernement fait voter en 1949 la Loi sur les échanges internationaux et le contrôle du commerce international, qui contraint les entreprises japonaises à déposer leurs gains en monnaies étrangères dans des comptes spéciaux auprès de la Banque centrale, permettant de stabiliser le yen et de lui faire garder sa compétitivité.
Les importations sont régies par la loi sur les échanges extérieurs et le contrôle du commerce international qui était explicitement protectionniste jusqu’en 1980. Les formalités de dédouanement sont régies par 3 lois japonaises : la Loi sur les droits de douane, la Loi sur les droits douaniers et la Loi sur les mesures provisoires concernant les droits de douane.
Après la Seconde Guerre mondiale, le Japon met aussi en œuvre des moyens de protectionnisme indirects.
Durant les années 1980 1990, les Japonais utilisent des normes drastiques pour protéger leur secteur automobile. Par exemple, les voitures étrangères sont refusées pour une taille excessive de rétroviseur.
L'exportation des consoles de jeux vidéo a été facilitée par les aides diverses de l’État Japonais afin de s'imposer sur le marché mondial. Les consoles étaient vendues beaucoup moins chères à l'étranger qu'au Japon créant un certain paradoxe.
L'un des droits de douane les plus élevés du monde est celui que pratique le Japon sur le riz étranger, taxé à 800 %.
Le Japon est néanmoins très inséré dans le commerce international, il est le quatrième pays exportateur et le sixième pays importateur au monde et multiplie les accords de libre-échange,,.

### Corée du Sud
Après la guerre, la république de Corée a connu une croissance économique rapide faisant d'un pays du tiers monde un des Quatre dragons asiatiques.
Trois phases peuvent être distinguées dans le développement économique entre 1953 et 1980 :
- une phase de substitution aux importations, entre 1953 et 1961 ;
- un développement extraverti basé sur l'essor des exportations (1961-1973) ;
- enfin, la mise en place d'industries lourdes (1973-1980).

La Corée du Sud a suivi une politique économique protectionniste. La plupart des produits d'importation sont interdits, le système financier est nationalisé, des plans quinquennaux sont adoptés, l’État n'emprunte que très peu et les investissements étrangers ne sont pas favorisés.
Le fer de lance de la politique gouvernementale fut la création des chaebol ; ces conglomérats familiaux (Hyundai, Samsung, LG Group, etc.) bénéficièrent de subventions publiques, de protection face à la concurrence internationale, des terrains mis à leur disposition, d'une faible fiscalité et de normes spécifiques.
Ce décollage économique protectionniste se déroule dans des conditions politiques et sociales très difficiles pour une grande partie de la population.
Par la suite, la Corée du Sud a diminué son protectionnisme. Notamment, en adhérant à l'Organisation mondiale du commerce, elle a baissé ses tarifs douaniers. En 2016, elle fait cependant toujours partie des pays les plus protectionnistes du G20. Ainsi, cette année là, la Corée du Sud a appliqué un taux moyen de droits de douane de 13,9 % aux importations de ses partenaires de l'OMC. À titre de comparaison, le taux appliqué par l'Australie est alors de 2,5 %.

### Royaume-Uni
le 1er février 2020, le Royaume-Uni a quitté l’Union européenne et va débuter de nouvelles discussions avec Bruxelles pour définir les règles réciproques qui s'appliqueront au plus tard le 1er janvier 2021, à la sortie du marché commun européen à 28: Accord de libre-échange ou retour aux règles minimales de l'OMC, avec des droits de douane plus élevés, avec par exemple, mesures de protection de domaines particuliers de la pêche d'un côté, absence de licence financière de l'autre,,,.
« La filière de pêche maritime européenne, et notamment la filière française, l’une des plus exposées, avec celle du Danemark. Certaines régions (les Hauts-de-France, la Bretagne et la Normandie) sont particulièrement tributaires de l’accès aux eaux britanniques. Au total, 30 % des captures des pêcheurs français en dépendent, un taux qui monte à 50 % pour la Bretagne, première région de pêche française, à 75 % pour les Hauts-de-France, selon le Comité national des pêches maritimes et des élevages marins (CNPMEM) »,.

### Russie
La Russie a adopté plus de mesures commerciales protectionnistes en 2013 que tout autre pays, ce qui en a fait le leader mondial du protectionnisme. A lui seul, le pays a mis en place 20% des mesures protectionnistes dans le monde et un tiers des mesures parmi les pays du G20 en 2013. Les politiques protectionnistes de la Russie comprennairent des mesures tarifaires, des restrictions à l'importation, des mesures sanitaires et des subventions directes aux entreprises locales. Par exemple, l'État a soutenu divers secteurs économiques tels que l'agriculture, l'espace, l'automobile, l'électronique, la chimie et l'énergie,.
Depuis 2014, des droits de douane sont appliqués aux produits importés dans le secteur alimentaire. La Russie a réduit ses importations alimentaires, tandis que la production nationale a fortement augmenté. Le coût des importations alimentaires est passé de 60 milliards de dollars en 2014 à 20 milliards de dollars en 2017 et le pays bénéficie d'une production céréalière record. La Russie a renforcé sa position sur le marché alimentaire mondial et est devenue autosuffisante sur le plan alimentaire. Dans les secteurs de la pêche et des fruits et légumes, la production nationale a considérablement augmenté, les importations ont diminué et la balance commerciale (différence entre les exportations et les importations) s'est améliorée. Au deuxième trimestre de 2017, les exportations agricoles ont dépassé les importations, faisant de la Russie un exportateur net pour la première fois.

### Inde
Depuis 2017, dans le cadre du programme « Make in India » visant à stimuler et protéger l'industrie manufacturière nationale et à lutter contre les déficits du compte courant, l'Inde a introduit des droits de douane sur divers produits électroniques et « articles non essentiels ». Ce sont des articles importés de pays comme la Chine et la Corée du Sud. Par exemple, le programme national d'énergie solaire de l'Inde favorise les producteurs nationaux en exigeant l'utilisation de cellules solaires fabriquées en Inde,.

## Le renouveau du protectionnisme depuis l'an 2000
Les politiques de libre-échange sont dominantes, notamment dans les pays riches, jusqu'aux années 2000. La fin de cette décennie voit un retournement de tendance.
Le constat de la désindustrialisation, de la course des multinationales vers le moins-disant social et environnemental, de la persistance et de l'aggravation des déséquilibres macro-économiques internationaux ont remis le « protectionnisme » dans le débat politique en France à l'occasion de la campagne présidentielle de 2012. Il est souvent promu dans un cadre européen et de façon raisonnée pour un protectionnisme européen écologique et social.
Des mesures protectionnistes sont de plus en plus prises par des pays tels que l'Argentine, le Brésil, la Russie ou encore les États-Unis. Le Sénat américain vote par exemple une loi autorisant le Département du commerce à appliquer des taxes compensatoires sur les importations chinoises afin de sanctionner des pratiques jugées déloyales. Donald Trump fait campagne sur un programme ouvertement protectionniste lors de l'élection présidentielle américaine de 2016. Joe Biden élu à la présidence en 2020 reste sur la même ligne en particulier pour le secteur automobile
Selon le rapport 2020 de la Commission européenne sur les barrières commerciales, la Chine, en dépit de son attachement proclamé au multilatéralisme, reste le champion du protectionnisme et est à l'origine du plus grand nombre des nouvelles restrictions apparues en 2019, avec 38 mesures de fermeture de son marché, devant la Russie (31 mesures), l'Indonésie (25) et les États-Unis (24).
La plupart des pays pratiquent une certaine forme de protectionnisme en appliquant des mesures tarifaires ou non-tarifaires comme les quotas, les subventions aux exportations, les normes techniques ou sanitaire ou les mesures favorisant les entreprises nationales. Parmi les pays les plus protectionnistes, on peut citer notamment la Russie, l'Inde ou la Chine,,,,,, les États-Unis.
La crise persistante a remis le mercantilisme en avant. Le but consiste à favoriser les exportations et à défavoriser les importations, de façon à accumuler sur le territoire national le maximum de richesses et d'emplois en dégageant un excédent commercial le plus important possible. Les états utilisent les normes, qui compliquent ou empêchent les importations.